# 尼娜·费多罗夫
尼娜·费多罗夫（英語：Nina Vsevolod Fedoroff，1942年4月9日—）是一位美国分子生物学家，主攻转座子和植物压力响应，2007年获得美国国家科学奖章，2011-2012年任美国科学促进会主席，同时也是美国国家科学院、美国文理科学院和美国微生物学会会员，主要科普作品有《厨房里的孟德尔：一位科学家对转基因食品的看法》（Mendel in the Kitchen: A Scientist's View of Genetically Modified Foods）等。